# 1 Dywizja Piechoty (Królestwo Kongresowe)

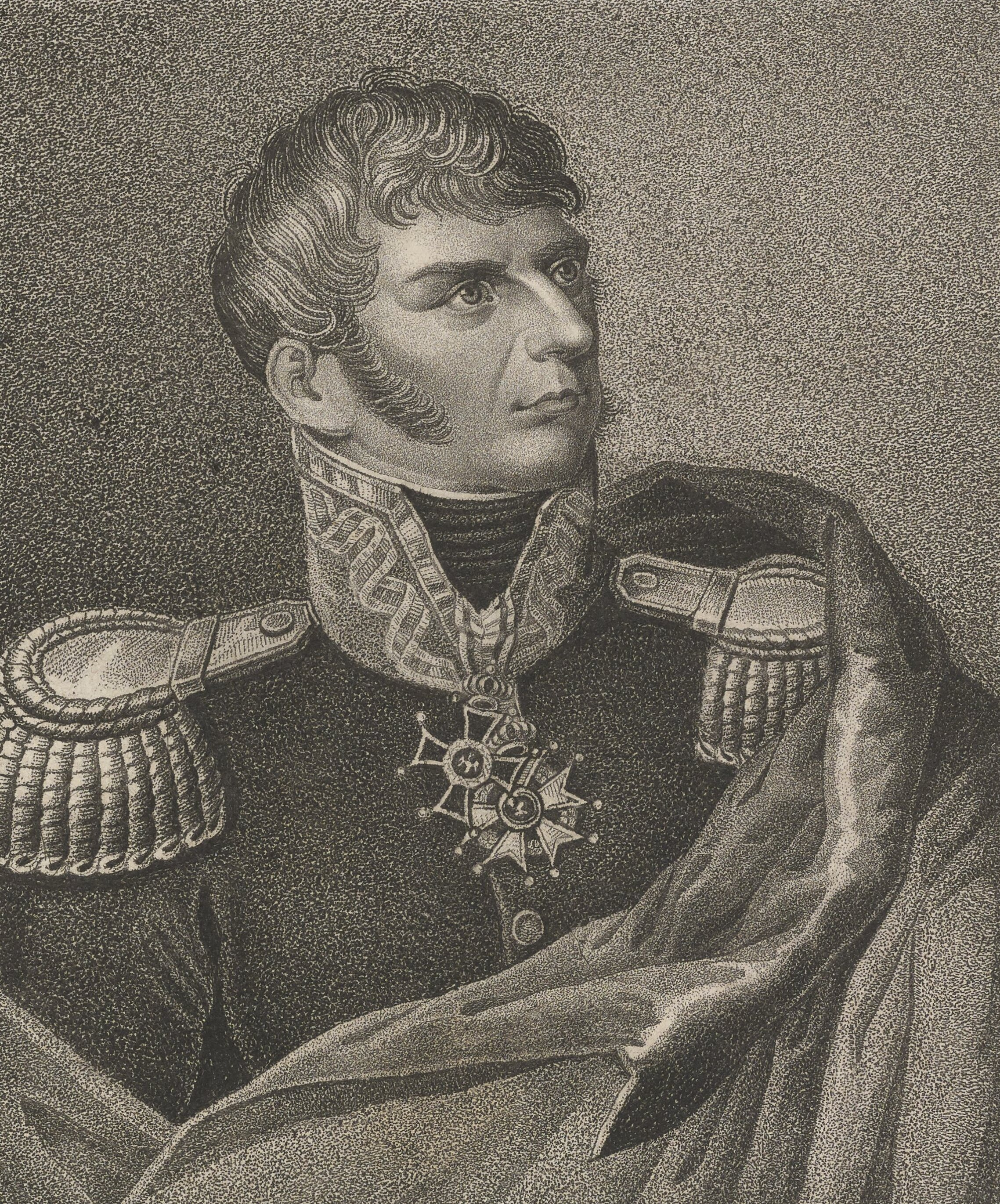
Józef Chłopicki w mundurze generała

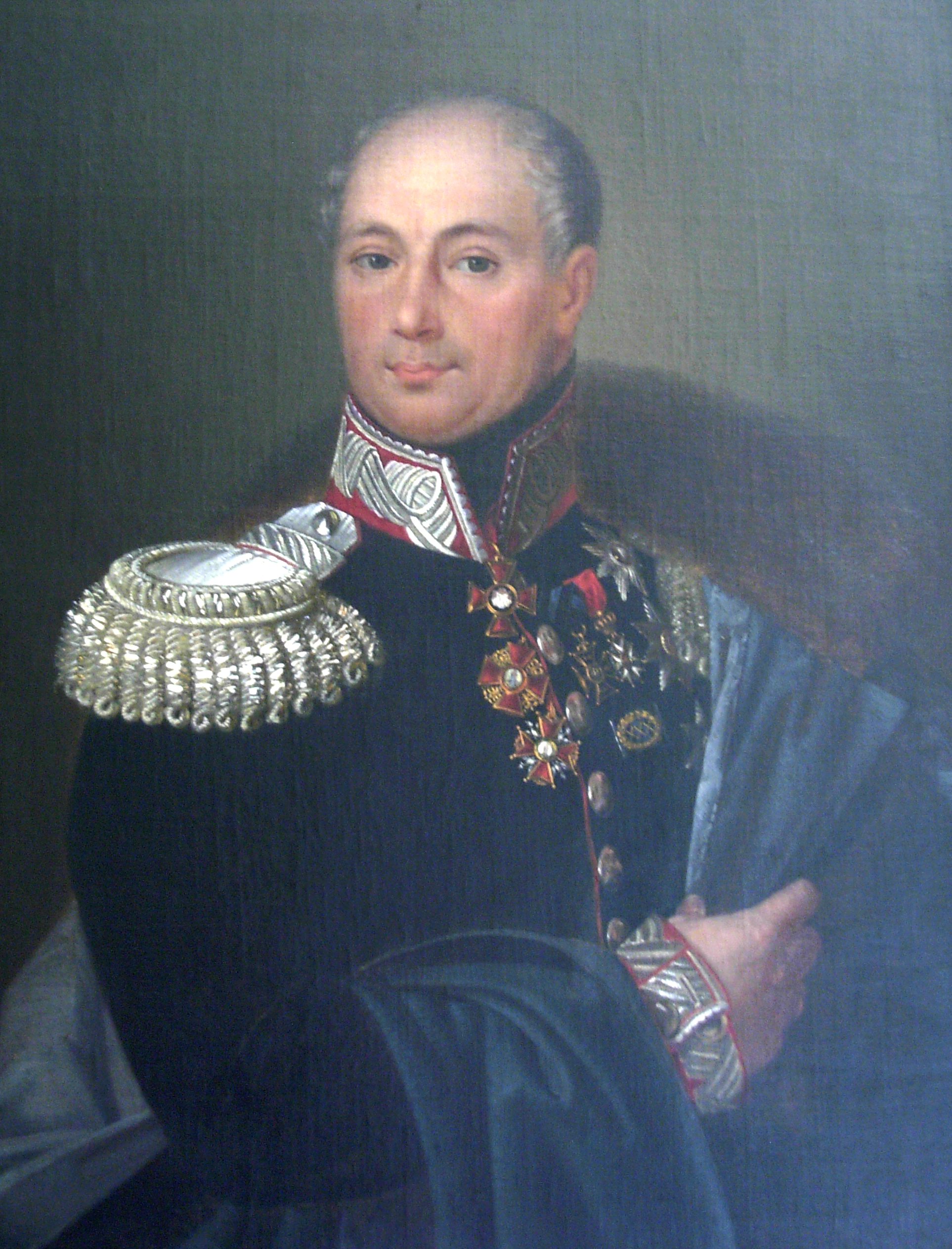
Stanisław Potocki

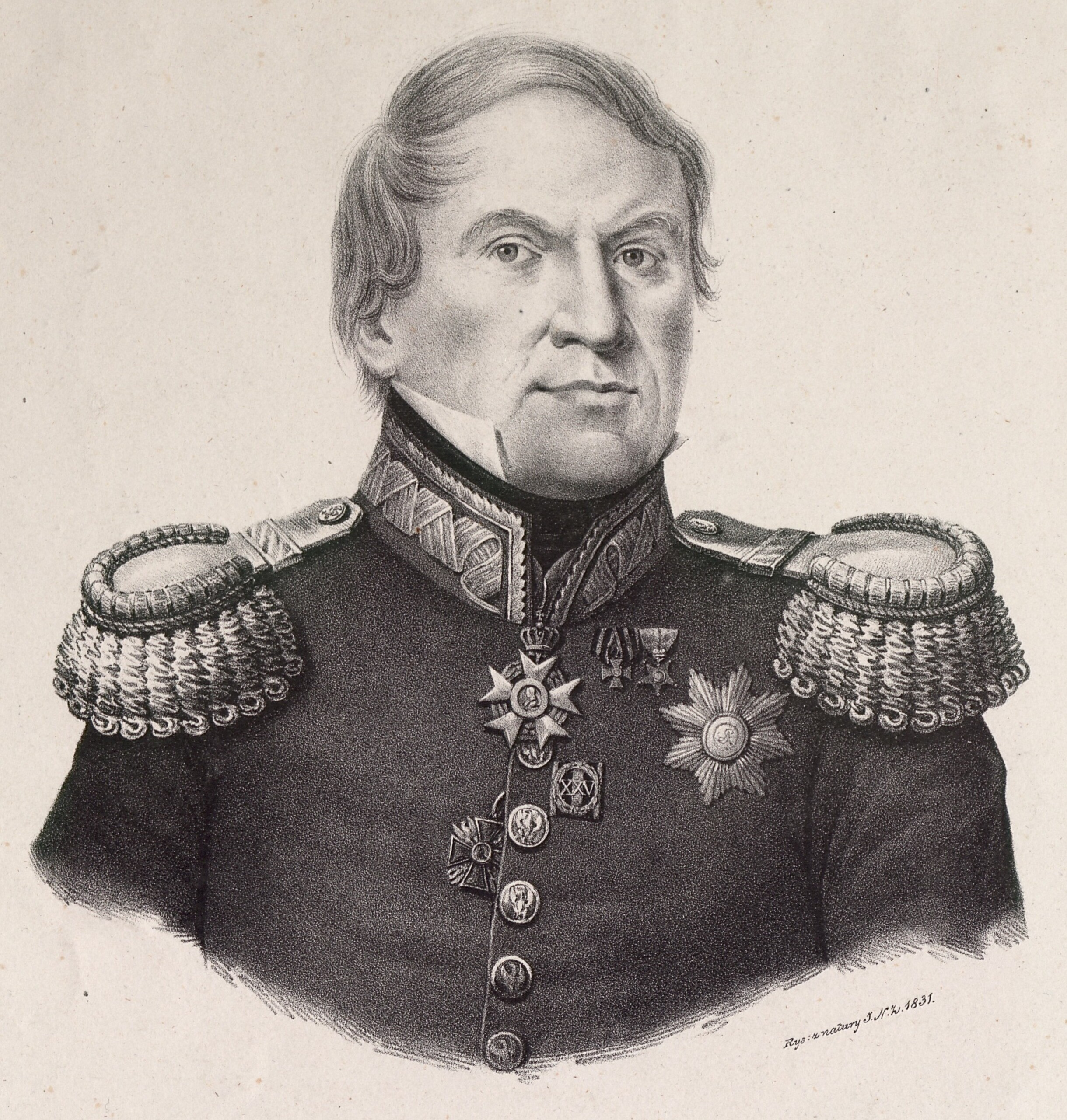
Jan Krukowiecki

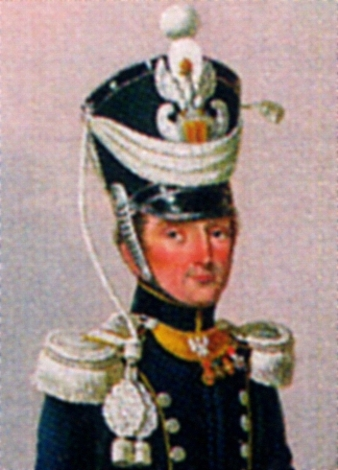
Piotr Szembek

1 Dywizja Piechoty – związek taktyczny wojsk Królestwa Polskiego.

## Formowanie i zmiany organizacyjne
Składała się z dwóch brygad piechoty liniowej oraz brygady strzelców pieszych. W skład każdej brygady wchodziły dwa pułki. Sztab znajdował się w Rawie Mazowieckiej. Razem z 2 Dywizją Piechoty stanowiła Korpus Piechoty Królestwa Polskiego.

## Dowódcy
Dowódcy dywizji
- gen. dyw. Józef Chłopicki 1815–1818
- gen. dyw. Stanisław Potocki 1818–1829
- gen. dyw. Jan Krukowiecki 1829–1831

Dowódcy brygad.
- 1 brygada[1]
  - gen. Stanisław Potocki od 20 stycznia 1815 do 28 października 1818
  - gen. Antoni Giełgud od 28 października 1818 do 28 lutego 1831
- 2 brygada - Rawa Mazowiecka[3]
  - gen. Franciszek Ksawery Kossecki od 20 stycznia 1815 do 6 lutego 1816
  - gen. Józef Harnowski od 6 lutego 1816 do 8 maja 1817
  - gen. Franciszek Żymirski od 8 maja 1817 do 18 marca 1818
  - gen. Jan Krukowiecki od 18 marca 1818 do 24 maja 1828
  - gen. Antoni Pawłowski od 24 maja 1828 do 19 stycznia 1831
- 3 brygada (strzelców pieszych)[3]
  - gen. Michał Cichocki od 20 stycznia 1815 do 5 czerwca 1828
  - gen. Antoni Pawłowski od 5 czerwca 1828 do 24 maja 1829
  - gen. Piotr Szembek od 24 maja 1829 do 24 stycznia 1831

## Miejsce stacjonowania
Sztaby jednostek stacjonowały w następujących miejscowościach:
- 1 brygada - Radom
  - 1 pułk piechoty - Mszczonów
  - 5 pułk piechoty - Radom
- 2 brygada - Rawa Mazowiecka
  - 2 pułk piechoty - Końskie
  - 6 pułk piechoty - Rawa Mazowiecka
- 3 brygada - Sochaczew
  - 1 pułk strzelców pieszych - Sochaczew
  - 3 pułk strzelców pieszych - Płock

## Uzbrojenie i umundurowanie
Uzbrojenie podstawowe piechurów stanowiły karabiny skałkowe. Pierwotnie  było to karabiny francuskie wz. 1777 (kaliber 17,5 mm), później zastąpione rosyjskimi z fabryk tulskich wz. 1811 (kaliber 17,78 mm). Poza karabinami piechurzy posiadali bagnety i tasaki (pałasze piechoty). Wyposażenie uzupełniała łopatka, ładownica na 40 naboi oraz pochwa na bagnet. 
Umundurowanie piechura składało się z granatowej kurtki i sukiennych, białych spodni. Poszczególne pułki miały odmienne kolory naramienników, wyłogów oraz kołnierzy. Używano czapek czwórgraniastych. Po reformie w roku 1826 wprowadzono pantalony zapinane na guziki. Czapki czwórgraniaste zastąpiono kaszkietami z czarnymi daszkami i białymi sznurami. Na kaszkiecie znajdowała się blacha z orłem, numer pułku oraz ozdobny pompon.